# Christian Fuchs (Fußballspieler)
Christian Fuchs (* 7. April 1986 in Neunkirchen) ist ein ehemaliger österreichischer Fußballspieler. Der linke Außenverteidiger und Mittelfeldspieler spielte zuletzt für den Charlotte FC. Zuvor hatte er von 2008 bis 2015 insgesamt 183 Spiele in der deutschen Bundesliga absolviert und wurde 2016 in England mit Leicester City Meister. Fuchs war von 2006 bis 2016 in der österreichischen Fußballnationalmannschaft aktiv und nahm mit ihr an der Europameisterschaft 2016 in Frankreich teil. Von 2012 bis 2016 war er ihr Mannschaftskapitän.

## Vereinskarriere

### Anfänge und Zeit in Österreich
Christian Fuchs begann seine Karriere in der Jugend bei der SVg Pitten Hamburger im niederösterreichischen Pitten, bei der sein Vater Ehrenobmann ist. Mit 15 Jahren wechselte er in die Nachwuchsabteilung des 1. Wiener Neustädter SC, bei dem er 2002 auch zu Einsätzen in der ersten Mannschaft kam.
Im Sommer 2003 ging Fuchs zum burgenländischen Bundesligisten SV Mattersburg. Nachdem er zunächst in der Amateurmannschaft zum Einsatz gekommen war, spielte er sich 2004 in den Kader der ersten Mannschaft und erhielt seinen ersten Profivertrag. Beim SV Mattersburg spielte Fuchs meist im linken Mittelfeld und erreichte 2006 und 2007 das ÖFB-Cupfinale, das jeweils gegen die Wiener Austria verloren wurde.

### VfL Bochum
Nachdem Fuchs schon im Sommer 2007 beim damaligen deutschen Bundesliga-Absteiger Borussia Mönchengladbach im Gespräch gewesen war, jedoch keine Freigabe erhalten hatte, wechselte er 2008 zum deutschen Bundesligaklub VfL Bochum. Nach längeren Verhandlungen erteilte ihm der SV Mattersburg am 25. Juni 2008 die Freigabe und Fuchs unterzeichnete einen bis 2011 laufenden Vertrag mit einer Option für ein weiteres Jahr.
Sein Debüt in der deutschen Bundesliga gab er am 16. August 2008 zum Saisonauftakt gegen den Karlsruher SC. Er spielte als linker Außenverteidiger, eine Position, die er beim VfL Bochum noch häufiger besetzen sollte. Seinen ersten Bundesligatreffer erzielte er am 1. Februar 2009 im Rückspiel gegen den KSC, als er einen Freistoß aus etwa 17 Metern Entfernung zum 1:0 für den VfL Bochum verwandelte. Nach einer Knieverletzung fiel er ab März 2009 für die restlichen Saisonspiele aus. Er erzielte als erster Bundesligaspieler seit Aufzeichnung der Statistiken in drei aufeinanderfolgenden Spielen jeweils ein Tor per Freistoß, stieg mit dem VfL Bochum aber 2010 in die zweite Liga ab.

### 1. FSV Mainz 05
Im Sommer 2010 wechselte Fuchs, zunächst auf Leihbasis, zum 1. FSV Mainz 05; der Verein erhielt eine Kaufoption. Diese nutzte Mainz 05 am Saisonende und stattete Fuchs mit einem bis zum 30. Juni 2015 laufenden Vertrag aus. In Mainz gehörte er wie bereits in Bochum zu den Leistungsträgern und trug zum Erreichen des fünften Tabellenplatzes seiner Mannschaft, die bislang beste Platzierung der Mainzer in der Bundesliga, bei. Fuchs wurde unter anderem in die Kicker-Elf der Hinrunde berufen.

### FC Schalke 04

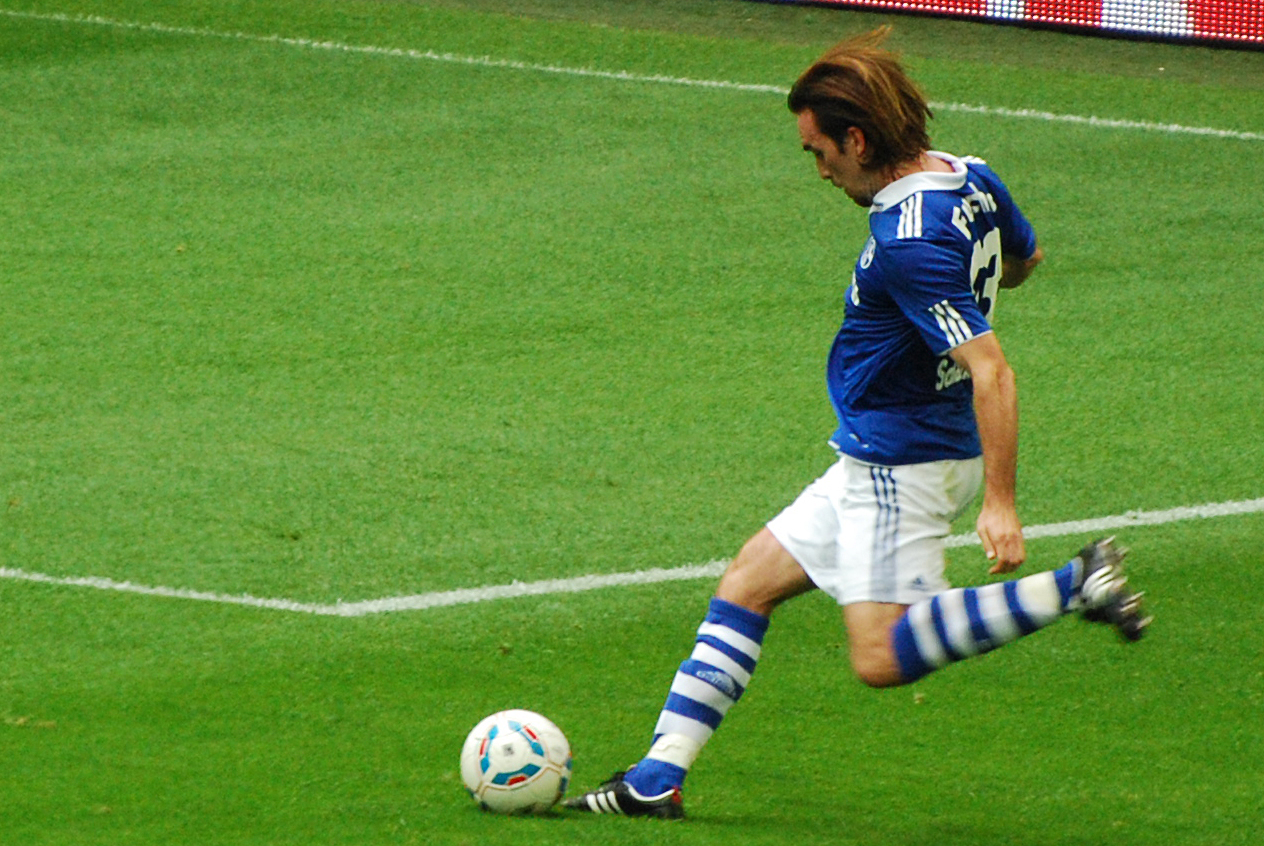
Christian Fuchs bei der Ausführung eines Freistoßes

In der Sommerpause 2011 wechselte Fuchs – trotz der von Mainz 05 genutzten Kaufoption – zum FC Schalke 04. In seinem ersten Pflichtspiel für die Schalker gewann er mit seiner Mannschaft den DFL-Supercup mit einem Sieg über Borussia Dortmund. Sein erstes Bundesligator für Schalke erzielte er am 21. August 2011 (3. Spieltag) beim 4:2-Sieg im Auswärtsspiel gegen seinen ehemaligen Verein Mainz 05. Am Ende der Saison standen wettbewerbsübergreifend vier Tore und 15 Torvorlagen zu Buche.
In der folgenden Saison behielt er seinen Stammplatz auf der linken Abwehrseite. Im Gruppenspiel in der Champions League gegen Olympiakos Piräus schoss er sein erstes Champions-League-Tor und sicherte seinem Verein am vorletzten Spieltag der Gruppenphase den Einzug ins Achtelfinale. Zu Beginn der Rückrunde verlor er seinen Stammplatz auf der linken Abwehrseite an Sead Kolašinac, so dass er sich oft mit Kurzeinsätzen zufriedengeben musste.
Während der Saison 2013/14 wurde Fuchs bevorzugt als Linksverteidiger, aber auch im linken und offensiven Mittelfeld eingesetzt. Aufgrund wiederkehrender Knieprobleme verpasste er jedoch einige Spiele der Hin- und Rückrunde und kam oft nur zu Kurzeinsätzen. Nach seinem letzten Einsatz am 24. Spieltag beim Heimspiel gegen die TSG Hoffenheim unterzog er sich am 11. März 2014 einer Operation am Außenmeniskus seines rechten Knies und fiel bis zum Saisonende aus. Sein Vertrag mit Schalke 04 lief am Saisonende 2014/15 aus.

### Leicester City
Zur Saison 2015/16 verpflichtete ihn der englische Erstligist Leicester City, bei dem er einen Dreijahresvertrag erhielt. In seiner ersten Saison sicherte er sich mit der Mannschaft am drittletzten Spieltag den Ligatitel. Für Fuchs war es der erste Meisterschaftsgewinn in seiner Karriere; er war mit fünf Torvorlagen beteiligt. Er galt als eine der Säulen der Mannschaft: Seit seiner ersten Einwechslung am 8. Spieltag kassierte Leicester nur noch 15 Gegentore im weiteren Saisonverlauf, ein Spitzenwert zusammen mit dem FC Arsenal; außerdem führte Fuchs die Rangliste der Spieler mit den meisten erfolgreichen Zweikämpfen (77) und den zweitmeisten Ballgewinnen (98) an.
Am 21. Oktober 2016 unterschrieb Fuchs einen neuen Vertrag, der ihn bis Juni 2019 an den Verein band. Am nächsten Tag erzielte er im Spiel gegen Crystal Palace sein erstes Tor für Leicester City, indem er einen von Christian Benteke getretenen Eckstoß zum 3:1-Sieg der Mannschaft volley ins Tor beförderte. Im Mai 2019 unterschrieb er einen neuen Einjahresvertrag bei Leicester. Im Juni 2020 verlängerte Fuchs seine Vertragslaufzeit um ein Jahr. Fuchs verließ Leicester City nach dem Ende der Saison 2020/21.

### Karriereausklang in den USA
Im Juni 2021 unterzeichnete er einen Vertrag in den USA beim Charlotte FC, der zur Saison 2022 ein Franchise der Major League Soccer wird. Zur Überbrückung der rund fünf Monate vor seinem Engagement schloss er sich Ende Juli 2021 bis zum Ende der Saison 2021 ebenfalls in Charlotte, North Carolina dem USL-Franchise Charlotte Independence an. Für Charlotte Independence absolvierte er bis Saisonende 15 Partien in der USL.
Zur Saison 2022 wechselte er dann zum Charlotte FC. Für den Klub kam er zu 26 Einsätzen in der MLS, Fuchs war Kapitän des Neueinsteigers. Nach einer Spielzeit verließ er das Team wieder. Anschließend beendete Fuchs im Jänner 2023 36-jährig seine Karriere.

## Nationalmannschaft
2002 wurde Fuchs zum ersten Mal in die U-17-Nationalmannschaft berufen, für die er in 24 Spielen sechs Tore erzielte und den dritten Platz bei der Europameisterschaft 2003 in Portugal erreichte.
Anfang 2006 wurde er erstmals vom österreichischen Teamchef Josef Hickersberger in ein Teamcamp der österreichischen Fußballnationalmannschaft einberufen und gab sein Debüt für die Nationalmannschaft am 23. Mai 2006 in einem Freundschaftsspiel gegen Kroatien. Er stand im österreichischen Kader für die Europameisterschaft 2008. Er kam in den ersten beiden Spielen gegen Kroatien und Polen nicht zum Einsatz. Erst im Entscheidungsspiel gegen Deutschland stand Fuchs in der Startformation. Im November 2010 erzielte er mit einem Weitschuss zum Ausgleichstreffer bei der 1:2-Niederlage im Ernst-Happel-Stadion in Wien im Testspiel gegen Griechenland sein erstes Tor für die Nationalmannschaft.
Fuchs gehörte bei der Europameisterschaft 2016 zum österreichischen Kader. Er bestritt als Mannschaftskapitän alle drei Gruppenspiele über die volle Spielzeit. Nach der Vorrunde schied das Team als Tabellenletzter aus. Fuchs trat danach aus der Nationalmannschaft zurück.

## Spielweise
Fuchs interpretiert seine Außenverteidigerrolle eher offensiv. So liegen seine Stärken in der Vorwärtsbewegung und in der Vorbereitung gefährlicher Torraumszenen. Ebenso ist er für seine weiten, flankenähnlichen Einwürfe bekannt.

## Privates
2007 heiratete Fuchs seine langjährige Freundin, von der er sich Ende 2012 wieder scheiden ließ. 2014 heiratete er eine amerikanische Event-Managerin, die mit dem 2015 geborenen gemeinsamen Sohn in New York City lebt.
Im Jahr 2014 gründete Fuchs die Fox Soccer Academy, eine Fußballschule mit Standorten im Vereinigten Königreich, New York und Österreich.

## Titel und Erfolge

### Vereine

#### FC Schalke 04
- Deutscher Supercup-Sieger: 2011

#### Leicester City
- Englischer Meister 2016
- Englischer Pokalsieger 2021